# Болексаз
Болексаз (каз. Бөлексаз) — село в Кегенском районе Алматинской области Казахстана. Административный центр Болексазского сельского округа. Находится примерно в 10 км к юго-западу от села Кеген, административного центра района. Код КАТО — 195835100.

## Население
В 1999 году население села составляло 1354 человек (697 мужчин и 657 женщин). По данным переписи 2009 года, в селе проживало 1377 человек (708 мужчин и 669 женщин).

## Топографические карты
- Лист карты K-44-39 Каркара. Масштаб: 1 : 100 000. Состояние местности на 1987 год. Издание 1991 г.